# Élections municipales françaises de 1925
Les élections municipales se déroulent en France les 3 et 10 mai 1925. Elles sont marquées par la candidature de femmes à des positions éligibles sur les listes communistes. Une dizaine d'entre elles furent élues et leur élection invalidées quelques mois plus tard.

## Contexte
En cette première moitié des années 1920, l'activisme des forces extrêmes est stimulée par le contexte international, caractérisé par la mise en place d'une IIIe internationale liée à l'URSS bolchévique et, en réaction à celle-ci, par l'avènement du fascisme en Italie. En Bulgarie, l'extrême droite putschiste au pouvoir (gouvernement Tsankov) et les rebelles communistes se livrent une véritable guerre civile, marquée par l'attentat de la cathédrale Sveta-Nedelya le 16 avril 1925.
En France, le cartel des gauches est parvenu au pouvoir à la suite des élections législatives de 1924. Plusieurs affrontements sanglants ont lieu au début de l'année 1925. Le 1er janvier, lors de la grève des ouvrières des conserveries de sardines de Douarnenez, des briseurs de grève tirent sur le maire communiste Daniel Le Flanchec. Le 9 février, à Marseille, dans un contexte de manifestations catholiques contre la politique anticléricale du Cartel, deux personnes sont tuées et de nombreuses autres blessées par des manifestants communistes. 

## Faits marquants
L’élection est marquée par un grand nombre de listes cartellistes et anticartellistes.

### Fusillade de la rue Damrémont
En marge d'une réunion électorale rue Damrémont à Paris, quatre membres de la Ligue des patriotes et/ou des Jeunesses patriotes sont tués par des militants communistes.

### Élection d'une dizaine de femmes
En 1925, les femmes ne sont, en vertu du code électoral, ni électrices, ni éligibles. La première proposition de loi en faveur du droit de vote des femmes a été déposée en 1901. Les députés français adoptent le suffrage féminin intégral le 20 mai 1919, avant que le Sénat s’y oppose trois ans plus tard. Trois propositions de loi sont de nouveau déposées entre 1924 et 1925, successivement par des députés de sensibilités politiques différentes : le communiste Marcel Cachin (26 juin 1924), le conservateur et suffragiste convaincu Louis Marin (16 décembre 1924) et le socialiste Henry Fontanier (28 janvier 1925). Le 7 avril 1925, par 390 voix contre 183, les députés adoptent ce dernier texte, qui prévoit le droit de vote des femmes seulement aux élections municipales, « dans les mêmes conditions que celles exigées des hommes » et prévoyant l’établissement de listes électorales provisoires.
Le Parti communiste place cependant des femmes à des positions éligibles sur ses listes. En banlieue parisienne, une femme est présente dans chaque commune, une femme est présente à Paris. À Avignon, c'est une femme, Antoinette Bellot, qui conduit la liste communiste. Les autres formations politiques dont le Bloc national et le Bloc des gauches s'opposent à cette initiative en déclarant qu’ils ne décompteront pas les voix portées sur les candidates. Le parti communiste maintient ses candidates car le nom d'une personne ne constitue pas un cas de nullité. Le ministère de l’Intérieur intervient pour que tous les bulletins soient décomptés y compris ceux déposés dans l'urne au nom d'une candidate, ce qui n'était pas le cas lors des précédents scrutins.
Marcel Cachin évoque après les élections dans L'Humanité « une dizaine de femmes élues ».
Marthe Tesson est élue dès le premier tour à Bobigny. Elle devient maire-adjointe. Amélie Néant est également élue dès le 1er tour à Essonnes Le 10 mai, trois autres candidates sont élues au second tour dans des conseils municipaux de la banlieue parisienne : Augustine Variot à Malakoff, Marie Chaix à Saint-Denis et Marguerite Chapon à Villejuif.
Une autre femme, Joséphine Pencalet, ouvrière sardinière, est élue à la municipalité communiste de Douarnenez. Émilie Joly et Adèle Métivier sont élues à Saint-Pierre-des-Corps de même que Charlotte Bouvet et Juliette Rocca à Bezons. 
Le conseil de préfecture de la Seine prononce l'invalidation de l’élection de Marthe Tesson le 20 mai, puis celle des trois autres femmes le 28 mai. En novembre de la même année, l'élection de Joséphine Pencalet est invalidée par le conseil d'État.
Marie Chaix et Marthe Tesson formulent un recours devant le Conseil d’État. Elles restent à leur poste jusqu'à ce que celui-ci confirme leur inéligibilité, le 29 janvier 1926. Augustine Variot siège au conseil municipal de Malakoff jusqu’à sa révocation le 29 mars 1926 par le préfet.
Le parti reconduit l'expérience aux élections de 1929, mais les bulletins seront de nouveau considérés comme nuls.

## L'élection dans quelques grandes villes

### Bobigny
Résultats
- Premier tour

|                     | Liste                            | Résultats |           |
| Jean-Marie Clamamus | « Bloc ouvrier et paysan » (PCF) | 47,0 %    | Ballotage |
|                     | se                               |           | %         |
|                     | Liste anticommuniste             | %         | Ballotage |

- Second tour

|                     | Nombre de voix                   | Résultats |
| Jean-Marie Clamamus | « Bloc ouvrier et paysan » (PCF) | 62,9 %    |
|                     | Liste anticommuniste             | 37,1 %    |

### Le Havre
| Tête de liste                        | Tête de liste       | Liste       | Premier tour | Second tour | Sièges |
| Tête de liste                        | Tête de liste       | Liste       | %            | %           | CM     |
| ------------------------------------ | ------------------- | ----------- | ------------ | ----------- | ------ |
|                                      | Léon Meyer          | PRRRS       | 50,38        | 58,19       | 36     |
| Liste Léon Meyer                     |                     |             | 50,38        | 58,19       | 36     |
|                                      | Théodore Maillart   |             | 26,76        | 28,34       | 0      |
| Liste d'Union Républicaine Nationale |                     |             | 26,76        | 28,34       | 0      |
|                                      | Ernest Kérambrun    | PRRRS diss. | 7,09         | 6,25        | 0      |
| Liste des Indépendants               |                     |             | 7,09         | 6,25        | 0      |
|                                      | Gustave Descheerder | SFIO        | 4,65         | 7,21        | 0      |
| Liste du Parti Socialiste (SFIO)     |                     |             | 4,65         | 7,21        | 0      |
|                                      | Maurice Gautier     | PCF         | 10,34        |             |        |
| Liste du Bloc Ouvrier et Paysan      |                     |             | 10,34        |             |        |
|                                      | Francis Fouré       | PRS         | 0,77         |             |        |
| Liste Républicaine Socialiste        |                     |             | 0,77         |             |        |

### Lille
Résultats
- Premier tour

|                | Liste             | Nombre de voix | Résultats |           |
|                | PCF               | 2 739          | 6,50 %    |           |
| Roger Salengro | SFIO              | 17 472         | 41,50 %   | Ballotage |
|                | PRRRS             | 2 378          | 5,64 %    | Fusion    |
|                | Liste des droites | 19 510         | 46,34 %   | Ballotage |

- Second tour

|                | Nombre de voix                           | Résultats | Sièges  |    |
| Roger Salengro | Liste du Cartel des gauches (SFIO-PRRRS) | 21 496    | 50,88 % | 35 |
|                | Liste des droites                        | 20 747    | 49,11 % |    |

### Rennes
- Maire sortant : Alfred Daniel, maire de 1923 à 1925 à la suite de la mort de Jean Janvier.

Résultats
- Premier tour

|             | Liste                                                        | Nombre de voix | Résultats | Sièges |
| Carle Bahon | Liste républicaine de gauche Cartel des gauches (SFIO-PRRRS) | 8 904          | 52,9 %    | 35     |
|             | Liste d’union républicaine                                   | 6 740          | 40,1 %    |        |
|             | Liste d’intérêt économique                                   | 1 172          | 6,9 %     |        |

Listes :
- Liste républicaine de gauche (Cartel des gauches)
  - Carle Bahon, Georges Dottin, Lemaitre, Gulesne, Tromeur, Porée, Eugène Quessot, Clément, Brevet, Ladam, Le Guyon, Rouget, Commeurec, Rebillon, Lemoux, Potin, Roques, Gonnon, Grécet, Vasseur, Bougot, Meret, Bouëde, Lemaire, Troufflard, Manon, Magrez, David, Bardet, Riellaud, Leclainche, Leprince, Albert Aubry, Fritz, Leroux, Malapert.
- Liste d’union républicaine
- Liste d’intérêt économique

Inscrits : 20492, votants : 15949, majorité absolue : 7973.